# Саураштра

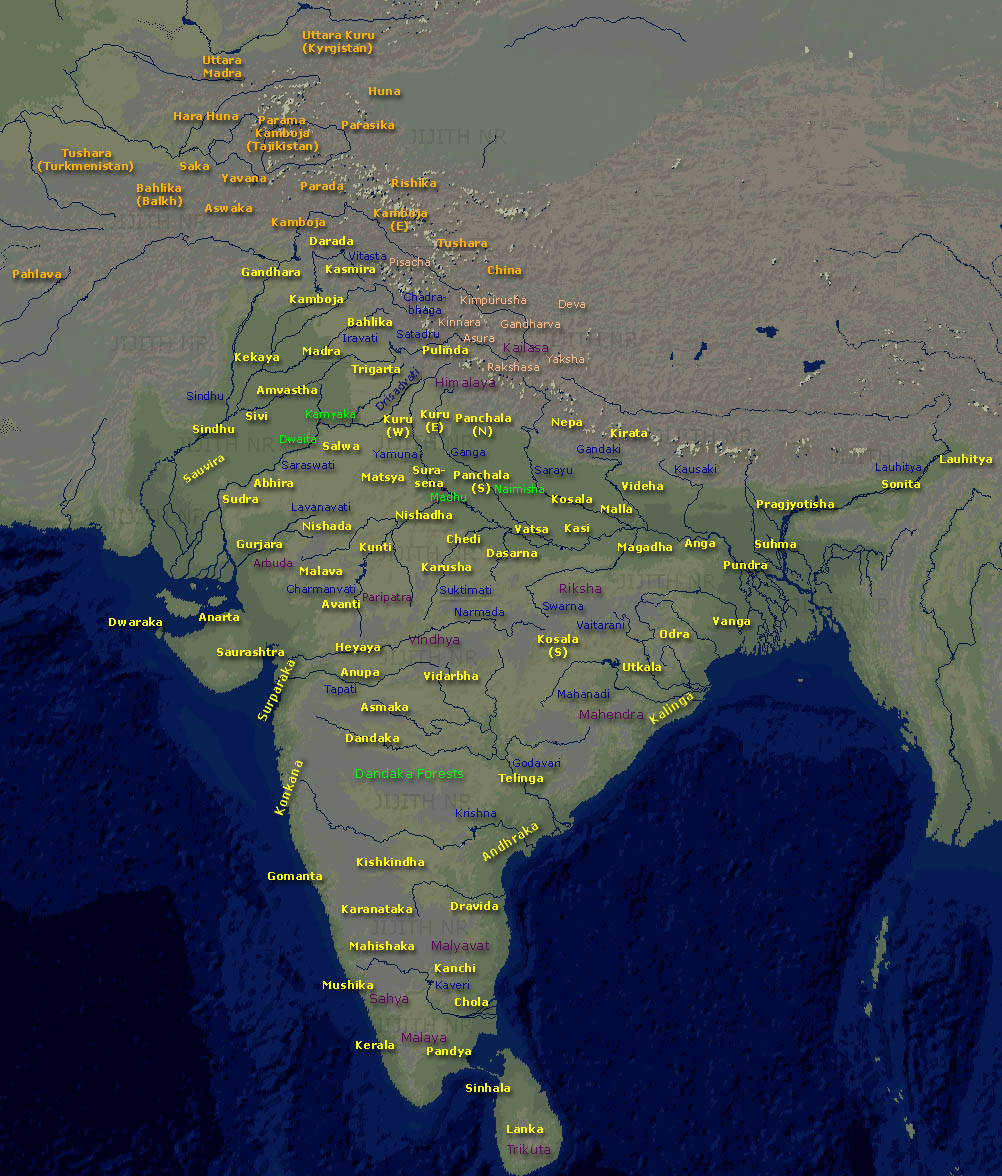
Карта древних индийских королевств

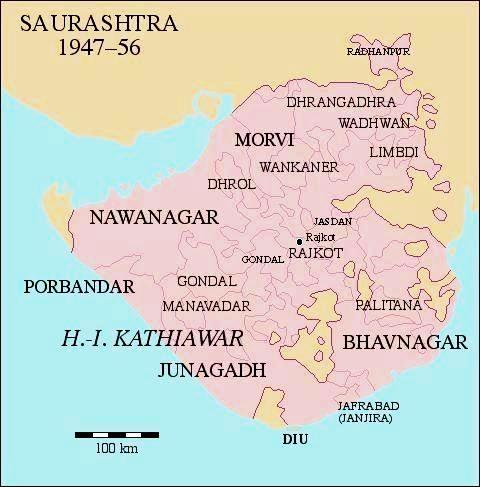
Объединённый штат Саураштра (Катхиавар) 1947-56 гг.

Саураштра (гудж. સૌરાષ્ટ્ર, хинди सौराष्ट्र), также Соратх — регион в Западной Индии, в штате Гуджарат. Расположен на юге полуострова Катхиявар в Аравийском море. Северную часть полуострова занимает регион Кач.
Первое упоминание о Саураштре содержится в «Перипле Эритрейского моря» (I век). В период мусульманского господства на территории Саураштры располагалось княжество Джунагадх.
После получения Индией независимости в 1947 году мусульманский правитель захотел, чтобы Джунагадх вошёл в состав Пакистана. Однако, преимущественно индуистское население княжества взбунтовалось. Был проведён референдум, в результате которого большинство населения высказалось за то, чтобы Джунагадх вошёл в состав Индии. В 1948 году, на базе 217 княжеств (включая Джунагадх) был образован штат Саураштра, столицей которого стал город Раджкот. 1 ноября 1956 штат Саураштра вошла в состав штата Бомбей, которая в 1960 году была разделена по языковому признаку на два новых штата — Махараштру и Гуджарат. Саураштра стала частью последнего.